# Рослин Хајтс (Њујорк)
Рослин Хајтс (енгл. Roslyn Heights) насељено је место без административног статуса у америчкој савезној држави Њујорк.

## Демографија
По попису из 2010. године број становника је 6.577, што је 282 (4,5%) становника више него 2000. године.
| Група             | 2000.         | 2010.         |
| Белци             | 4.745 (75,4%) | 4.058 (61,7%) |
| Афроамериканци    | 406 (6,4%)    | 421 (6,4%)    |
| Азијати           | 630 (10,0%)   | 1.364 (20,7%) |
| Хиспаноамериканци | 406 (6,4%)    | 556 (8,5%)    |
| Укупно            | 6.295         | 6.577         |